# 橋本マナミ
橋本 マナミ（はしもと マナミ、1984年〈昭和59年〉8月8日 - ）は、日本のタレント、女優、グラビアアイドル。本名とデビュー時の芸名は細川 愛実（ほそかわ まなみ）、旧芸名は橋本 愛実（はしもとまなみ）。アービング所属（ハーモニープロモーション業務提携）。
大人びたセクシーさを売りにし「平成の団地妻」「愛人にしたい女No.1」「国民の愛人」など独特のキャッチフレーズで知られる。
「今愛人にしたい女性」と呼ばれることもある。

## 略歴
幼少時は内気で人前に出ることが苦手だったが、小学6年生の時に担任の先生に勧められて学級委員長や音楽会の指揮者を務め、人前で目立つことの快感を覚えた。芸能人になりたいと思った契機は、好きなテレビドラマ『ひとつ屋根の下』（フジテレビ）。
中学1年時（1997年）に第7回全日本国民的美少女コンテストで演技部門賞を受賞して芸能の仕事を始める。デビュー当初に名乗った本名の細川愛実は、同じオスカープロ所属の細川直美と混同され易いため、母の旧姓である橋本を採り橋本愛実として芸能活動を始める。
16歳の時、水着グラビアデビュー。本人曰く「それまでスクール水着しか着たことなかったから、現場に行ってビキニがいっぱい置いてあって、スタッフも男性がいっぱいいることがすごく嫌で（撮影で）上手く笑うことができなかった。その時に『誰も見ていないから』とスタッフに言われたことが、今では励ましてくれていたつもりだと分かるけど、当時は本当に落ち込んだ」。
2012年にオスカープロモーションからアービングに移籍し、芸名を橋本愛実から橋本マナミへ変更し現在に至る。「名前を片仮名にしたら運気が上がった」と話している。同じアービングに所属する矢吹春奈とは『下北GLORY DAYS』で共演して以来の親友で、ブログにも度々登場する。2013年10月より所属はアービングのまま、ハーモニープロモーションとマネジメント提携を行う。
2014年12月25日、みうらじゅんが独断で選ぶ「輝け! 第17回みうらじゅん賞」を受賞する。
2015年12月末、格闘技イベント「RIZIN FIGHTING WORLD GRAND-PRIX 2015」の広報大使に就任。
2016年、8つの短編から成るオムニバス映画『全員、片想い』の一編・「イブの贈り物」で横浜流星とW主演。橋本は本作品が映画初主演である。
2019年1月、第30回日本ジュエリーベストドレッサー賞（30代部門）を受賞する。
2019年11月27日にブログで1歳年下の勤務医との結婚を発表した。結婚後もグラビア活動は続けるという。
2020年2月27日にブログで第1子の妊娠を発表した。7月2日に第1子男児の出産を発表。7月29日に『バラいろダンディ』（TOKYO MX）に出演して仕事を再開する。
2024年3月31日にInstagramで第2子の妊娠を発表。7月8日、第2子女児の出産を報告した。

## 人物
- 山形県山形市出身[29]。山形城北女子高等学校（2年生の2学期まで）[30]、堀越高等学校卒業[31]。

- 弟が1人いる[32]。

- オカリナが得意[33]。

- オスカープロモーション所属の女性芸能人によって結成されたフットサルチーム「表参道BEAUTY」の元メンバー。

- かつて出演した2時間ドラマ[注 4] では水死体役が多く、「真冬の海など冷たい水の中で動くことができず気を無にしていたら、意識が遠のいて本当に死にそうになった」と語っている[34]。

- オスカー時代は仕事がない時にはケータリングのアルバイトなどをしていた。また、居酒屋や倉庫作業で働いていたこともある。なお、当時の事務所であるオスカーの方針としては禁止のため、内緒でしていた[35][36]。

- 初キスは17歳の時に中学時代から格好良いと思っていたバスケットボール部の男子生徒と山形県の霞城公園のベンチで、と語る[37]。

## 作品

### 映像作品
| 発売日         | タイトル                                                                              | 規格品番   | メーカー                     |
| -------------- | ------------------------------------------------------------------------------------- | ---------- | ---------------------------- |
| 2001年10月     | 橋本愛実 age16                                                                        | PCBP-50437 | ポニーキャニオン             |
| 2002年8月22日  | Minamix                                                                               | TDBT-0025  | TDKコア                      |
| 2004年7月28日  | 橋本愛実 Beaming                                                                      | ENFD-5004  | イーネット・フロンティア     |
| 2005年1月29日  | MANA MODE                                                                             | KQT-002    | エアーコントロール           |
| 2005年8月24日  | Sarasvati〜水の女神〜                                                                 | VIBY-5009  | ビクターエンタテインメント   |
| 2006年3月24日  | brilliant colors 〜絵具いぜ!!〜                                                       | LPFD-17    | リバプール                   |
| 2006年6月30日  | BLUE VACATION〜のってるぜ!!〜                                                         | LPFD-22    | リバプール                   |
| 2007年12月7日  | LOVE SEED                                                                             | MMR-046    | スパイスビジュアル           |
| 2009年5月22日  | Natural〜素肌の誘惑〜                                                                 | TRID-097   | トリコ                       |
| 2010年11月20日 | Love Again〜再会〜                                                                    | TRID-159   | イーネット・フロンティア     |
| 2012年8月31日  | やさしさに包まれて                                                                    | TSDV-41457 | 竹書房                       |
| 2012年9月21日  | 女子プロに学ぶ100を切るゴルフ 馬場ゆかりプロ&松本進コーチのフェードで攻める戦略的GOLF | DALI-9496  | オールインエンタテインメント |
| 2012年12月20日 | あなたへ…                                                                             | ENFD-5428  | イーネット・フロンティア     |
| 2013年3月20日  | 満ち潮                                                                                | LCDV-40570 | ラインコミュニケーションズ   |
| 2013年6月30日  | OVER 癒しくパタヤ                                                                     | AQSF-003   | アクアハウス                 |
| 2013年12月19日 | 愛の記憶                                                                              | GUILD-054  | ギルド                       |
| 2014年5月23日  | 団地妻 夫に内緒で                                                                     | LPFD-273   | リバプール                   |
| 2014年9月25日  | 浪漫                                                                                  | WBDV-0103  | ワニブックス                 |
| 2015年9月18日  | 団地妻 夫に内緒で（Blu-ray）                                                          | LPBR-1017  | リバプール                   |

## 出演
※ 橋本愛実名義を含む

### テレビドラマ
太字は主演、もしくはメインキャラクター
- 東京美人（2001年10月23日 - 12月18日、フジテレビ） - 小百合 [注 5]
- 大河ドラマ（NHK総合）
  - 武蔵 MUSASHI 第48話 - 第49話（2003年11月30日 - 12月7日） - 千姫
  - 真田丸（2016年7月24日、31日、8月14日、28日、9月4日）第29回「異変」第30回「黄昏」第32回「応酬」第34回「挙兵」第35回「犬伏」 - 玉（細川ガラシャ） [38]
- 女と愛とミステリー 熱血刑事・吉永誠一1（2004年5月26日、テレビ東京） - 吉井百合子
- 土曜ワイド劇場（テレビ朝日）
  - 西村京太郎トラベルミステリー42「北帰行殺人事件」（2004年11月6日） - 弓倉真紀
  - 西村京太郎サスペンス 鉄道捜査官10（2009年5月30日） - 魚住リカ
  - デパート仕掛け人!天王寺珠美の殺人推理3（2009年10月17日、ABC） - 吉井美咲
  - 西村京太郎トラベルミステリー53「山形新幹線・つばさ111号の殺人！」（2010年2月6日） - 黒柳恵美
  - 法医学教室の事件ファイル31（2010年9月25日） - 稲尾里佳子
  - ゴーストライターの殺人取材〜セレブの罪を代筆する女!（2012年8月4日） - 神山詠美子
  - 人類学者・岬久美子の殺人鑑定4（2013年9月21日） - 小泉理恵
- 月曜ミステリー劇場 警視庁特別広域捜査官 宮之原警部シリーズ2「菜の花幻想殺人事件」（2006年2月13日、TBS） - 村松みどり
- 下北GLORY DAYS（2006年4月14日 - 7月7日、テレビ東京） - 上原真央
- BOYSエステ（2007年7月13日 - 9月28日、テレビ東京） - 赤城鈴香
- スワンの馬鹿! 〜こづかい3万円の恋〜（2007年10月16日 - 12月18日、関西テレビ） - 河合友子
- 仮面ライダーキバ 第21話 - 第22話（2008年6月22日 - 29日、テレビ朝日） - 久美
- 執事喫茶にお帰りなさいませ 第12話（2009年3月25日、MBS） - 美由紀
- 帝王 第4話 - 第7話（2009年8月5日 - 9月2日、MBS） - 麻衣
- 示談交渉人 ゴタ消し 第4話（2011年1月27日、読売テレビ）
- 連続ドラマW（WOWOW）
  - CO 移植コーディネーター 第2話（2011年3月27日）
  - グーグーだって猫である2 第4、第5話（2016年7月2日、9日）
  - トップリーグ（2019年10月5日 - 11月9日） - 林若菜
- 君と僕の約束（2012年4月1日 - 、BeeTV）
- ATARU 第2話（2012年4月22日、TBS）
- 理由（2012年5月7日、TBS）[注 6]
- ポプラの秋（2012年11月24日、関西テレビ）[注 7]
- 匿名探偵 最終話（2012年12月7日、テレビ朝日） - 霧原麻耶
- ホラー アクシデンタル 「サンクチュアリ」（2013年2月4日、フジテレビ）[39]
- LAST HOPE 第4話（2013年2月5日、フジテレビ） - 篠原美穂
- タンクトップファイター 第7話（2013年6月6日、MBS） - 高山初音
- たべるダケ 第6話（2013年8月16日、テレビ東京） - 藤原梨香
- 東京トイボックス（2013年10月5日 - 12月21日、テレビ東京） - 窪ノ内品子 
  - 大東京トイボックス（2014年1月4日 - 3月29日、テレビ東京）
- 女王様のおもてなし（2014年2月24日 - 3月28日、NOTTV） - 主演・ヒトエ
- 私たちがプロポーズされないのには、101の理由があってだな （2014年11月25日、LaLa TV）（第4、第7、第12話。スピンオフの座談会）
- みんな!エスパーだよ!番外編 〜エスパー、都へ行く〜（2015年4月3日、テレビ東京 / 9月6日、BSジャパン） - ハルカ[40]
- 連続テレビ小説（NHK）
  - まれ（2015年4月14日、7月2日、8月31日） - かなえ
  - まんぷく（2018年10月1日 - 2019年3月30日、NHK大阪） - 保科恵（→牧恵）[41]
- ナポレオンの村（2015年7月 - 9月、TBS） - 甲田千秋 役[42]
- 山形発地域ドラマ 私の青おに（2015年11月18日、NHK BSプレミアム） - みどり 役[43]
- 金曜ロードSHOW!特別ドラマ企画「視覚探偵 日暮旅人」（2015年11月20日、日本テレビ） - 榎木診療所看護師
- ダマシバナシ（2015年12月20日、日本テレビ） - 大学院教授・桜 役[44]
- 不機嫌な果実 （2016年4月29日 - 6月10日、テレビ朝日） - 遠山玲子 
  - 不機嫌な果実スペシャル〜3年目の浮気〜（2017年1月6日、13日）
- ドクターX〜外科医・大門未知子〜 スペシャル（2016年7月3日、テレビ朝日） - 金沢春美 役[45]
- せいせいするほど、愛してる（2016年7月12日 - 9月13日、TBS） - 小川遥香
- 三人兄弟2（2016年10月 - 12月、メ〜テレ） - 鈴木恵
- 実況される男　第7、第8、第10話（2016年11月30日、12月7、21日、フジテレビ） - キョウコ
- 金の殿 〜バック･トゥ･ザ･NAGOYA〜 第2話（2017年1月20日、CBCテレビ） - 恭子 [46]
- 女囚セブン（2017年4月 - 6月、テレビ朝日） - 矢島千鶴香
- ハロー張りネズミ　第7話（2017年8月25日） - 中村七菜子
- 過ちスクランブル　(2017年11月19日 - 、フジテレビTWO) - 相沢祥子
- 命売ります（2018年1月13日 - 、BSジャパン） - 岸るり子
- 隣の家族は青く見える（2018年1月18日 - 3月22日、フジテレビ） - 長谷部留美
- そろばん侍 風の市兵衛（2018年5月19日 - 7月21日、NHK） - 佐波 [47]
  - そろばん侍 風の市兵衛SP〜天空の鷹〜（2020年1月3日）[48]
- スモーキング（2018年、テレビ東京） - 槙野ミナミ
- 悪魔が来りて笛を吹く（2018年7月28日、NHK BSプレミアム） - おすみ
- 時代劇スペシャル・無用庵隠居修行2（2018年9月8日 、BS朝日） - おせき 
  - 4K時代劇スペシャル・無用庵隠居修行3（2019年9月13日）
  - 4K時代劇スペシャル・無用庵隠居修行4（2020年9月22日）
  - 4K時代劇スペシャル・無用庵隠居修行9（2025年9月23日〈予定〉）[49]
- メゾン・ド・ポリス 第3話（2019年1月25日、TBS） - 大槻仁美
- 二つの祖国（2019年3月23・24日、テレビ東京） - 小田万里子 役[50]
- 背徳の夜食（2019年7月27日、東海テレビ） - 「汁だく牛丼編」主演・今野仁美 [51]
- エ・キ・ス・ト・ラ!!! 第2話（2020年1月24日（23日深夜）、関西テレビ） - 主演・飯山裕子 [52]
- アリバイ崩し承ります 第3話（2020年2月15日、テレビ朝日） - 河谷純子 役[53]
- パパがも一度恋をした 第4話（2020年2月22日、フジテレビ） - 片瀬ナナ [54]
- アメリカに負けなかった男〜バカヤロー総理 吉田茂〜（2020年2月24日、テレビ東京） - 鳥尾鶴代 [55]
- 100文字アイデアをドラマにした!（2020年3月2日、テレビ東京） - ヨシエ 役[56]
- シェフは名探偵（2021年5月31日 - 8月2日、テレビ東京） - 上原美里 役
- 漫画家イエナガの複雑社会を超定義（2021年7月19日 - 、NHK総合） - 編集者・山根未来 役[57]
- 東京放置食堂 第6話（2021年10月21日、テレビ東京） - 宮田洋子 役
- 和田家の男たち 第3話（2021年11月5日、テレビ朝日） - 奥村麗奈 役
- らせんの迷宮〜DNA科学捜査〜 第6話 - 最終話（2021年11月19日 - 26日、テレビ東京） - 緋山香菜子 役
- 婚活探偵（2022年1月8日 - 2月12日、BSテレ東） - 倉野梓紗 役[58]
- センゴク 〜大失敗したリーダーの大逆転〜（2022年3月30日、NHK BS4K / 5月13日、NHK BSプレミアム） - 岸野凛子 役[59][60]
- 先生のおとりよせ（2022年4月8日 - 6月25日、テレビ東京） - 九堂今日子 役[61]
- 何かおかしい 第4話（2022年6月22日、テレビ東京） - 峯岸静香 役[62]
- TOKYO RAILWAY－東京こじらせ女－ #2 大塚篇（2022年9月28日、フジテレビ） - 犬飼夏帆 役
- 夫婦円満レシピ〜交換しない?一晩だけ〜（2022年10月6日 - 12月22日、テレビ東京） - 森尾裕子 役[63]
- 最果てから、徒歩5分 第2話（2022年10月8日、BSテレ東） - 坂本柚月 役[64]
- 恋と弾丸（2022年10月28日 - 、毎日放送） - 高級クラブのママ 役[65]
- 相棒 season21 第10話（2022年12月21日、テレビ朝日）[66]
- Get Ready!（2023年1月8日 - 3月12日、TBS） - 橋元芙美 役[67][68]
- 明日、私は誰かのカノジョ シーズン2（2023年5月3日 - 6月28日、毎日放送・TBS） - レター先生 役[69]
- ケイジとケンジ、時々ハンジ。 第8話（2023年6月1日、テレビ朝日）- 久保田涼子 役[70]
- めんつゆひとり飯 第13（最終）話（2023年6月24日、BS松竹東急） - 保ヶ辺乃莉 役[71]
- 大富豪同心3 第6回「大切な女（ひと）」（2023年7月28日、NHK-BSP）- お登勢 役[72]
- 連続ドラマW-30（WOWOW）
  - にんげんこわい2 第5話「権助提灯」（2023年9月8日） - そよ 役[73]
- 無用庵隠居修行7（2023年9月28日、BS朝日4K）[74]
- 秘密を持った少年たち（2023年10月7日 - 12月23日、日本テレビ） - 光石芳美 役[75]
- 春になったら（2024年1月15日 - 3月25日、関西テレビ・フジテレビ） - 森野舞衣 役[76]
- 婚活1000本ノック（2024年1月17日 - 3月20日、フジテレビ） - おけけ / 桶谷啓子 役[77]
- 正直不動産2 第8話（2024年2月27日、NHK総合・NHK BSプレミアム4K） - 篠崎美智子 役
- 全領域異常解決室 第4話（2024年10月30日、フジテレビ） - 柘植朝日 役[78]
- 民王R 第7話（2024年12月3日、テレビ朝日） - 神崎塔子 役[79]
- アンサンブル（2025年1月18日 - 3月22日、日本テレビ） - 澤北千尋 役[80]
- 記憶捜査SP3 新宿東署事件ファイル（2025年3月10日、テレビ東京）- 矢部奈央子 役 [81]
- 藤子・F・不二雄 SF短編ドラマ シーズン3「分岐点」（2025年3月27日、NHK BSプレミアム4K）[82]
- 天久鷹央の推理カルテ 第5話（2025年5月20日、テレビ朝日） - 三木景子 役  [83]
- 海老だって鯛が釣りたい（2025年7月3日 - 、中京テレビ・日本テレビ） - 荻野溶子 役[84]

### 配信ドラマ
- ホットママ（2021年3月19日 - 4月9日、Amazon Prime Video） - 柴田博美 役
- 死神さん season2 第2話（2022年9月24日、Hulu） - 兼田愛 役
- ゲトレ夕暮れ大暴れ（2023年1月8日 - 3月14日、Paravi） - 橋元芙美 役[85]
- 山田クソ男の3本ノック（2024年3月20日、FOD） - 桶谷啓子 役[86]
- 笑ゥせぇるすまん #12「サブスクおじいちゃん」（2025年8月1日、Amazon Prime Video）[87][88]

### 映画
- お姉チャンバラ THE MOVIE（2008年4月公開） - レイコ
- ポールダンシングボーイ☆ず（2011年5月公開） - カナ
- 青いソラ白い雲（2012年3月31日公開）（※ 細川愛実名義） - リエの先輩モデル
- 闇金ウシジマくん（2012年8月公開） - パンプスのギャル
- 女子カメラ（2012年11月公開） - 千春
- きいろいゾウ（2013年2月公開） - 吉永美紀子（テレビのお天気お姉さん）
- 修羅の代償（2013年4月公開）
- 劇場版 ATARU THE FIRST LOVE & THE LAST KILL（2013年9月公開）
- あなたもまた虫である（2014年3月ゆうばり国際ファンタスティック映画祭で上映予定だったがお蔵入り） - 主演
- オー!ファーザー（2014年5月公開） - 下田梅子
- アキラNo.2（2014年9月公開） - 矢沢奈々
- 任侠野郎（2016年6月4日公開） - 風俗嬢・薫
- 全員、片想い「イブの贈り物」（2016年7月2日公開） - 主演・美里 [18][89]
- 破門 ふたりのヤクビョーガミ（2017年1月29日公開） - 玲美
- 過ちスクランブル（2017年10月28日公開） - 相沢祥子
- 光（2017年11月25日公開） - 南海子 [90]
- 納豆（短編。吉田浩太監督作品、2018年4月公開、シネマスコーレの特集【吉田浩太なんてくだらない】のための撮り下ろし作品）
- マスカレード・ホテル（2019年1月18日公開） - 森川寛子[91]
- 吾郎の新世界（2019年3月2日公開） - 由恵
- JK☆ROCK（2019年4月6日公開） - 石山（マネージャー）
- セカイイチオイシイ水〜マロンパティの涙（2019年9月21日公開） - 倉持沙織
- 地獄少女（2019年11月15日公開、ギャガ） - 骨女 役[92]
- 癒しのこころみ〜自分を好きになる方法〜（2020年7月3日公開） - 伊藤さやか 役[93]
- 燈火　風の盆（2020年9月公開） - 辰乃／五十嵐チエ
- 越年 Lovers（2021年1月15日公開） - 碧 [94][95]
- きまじめ楽隊のぼんやり戦争（2021年3月26日公開） - 春子
- ザ・ファブル 殺さない殺し屋（2021年6月18日公開） - アイ
- 唐人街探偵 東京MISSION（原題：唐人街探案3）（2021年7月9日公開、中国映画） - 温泉の和服の受付嬢
- ペルセポネーの泪（2021年11月26日、信越放送、源田企画） - 洋子 役
- Sexual Drive「納豆」（2022年4月29日公開） - 真澄[96][注 8]
- Sin Clock（2023年2月10日） - ユカ 役[97]
- 絆のものがたり 〜心と心を結ぶもの〜「この町の」（2023年10月20日）- 夕佳里[98]
- 身代わり忠臣蔵（2024年2月9日） - 高尾太夫 役[99]
- お終活 再春!人生ラプソディ（2024年5月31日公開） - 美沙 役[100][101]

### 現在の出演番組
- サンデージャポン（2013年7月14日 - 、TBS） - 準レギュラー
- バラいろダンディ（2014年4月3日 - 、TOKYO MX） - 木曜バーディ
- みんなのKEIBA（2015年7月5日 - 、フジテレビ） - 不定期ゲスト
- ベストヒット歌謡祭（2017年11月15日 - 、読売テレビ系） - 特番。宮根誠司とのダブルMC[102]
- 橋本マナミのLeader's Golf（2018年4月 - 、テレ玉、スカイA、ゴルフネットワークHD）
- マナミのマナビ旅（2018年11月3日 - 、関西テレビ）
- 橋本マナミの東京はいすぺ女子図鑑（2019年11月7日 - 2020年10月1日、 BSフジ）

### 過去の出演番組
- ビジネス・クリック（2009年4月 - 10月9日、TBS）（水曜 - 金曜日） - ナビゲーター
- 真王伝説〜アイドルバトルサバイバル〜（2009年4月 - 6月・2010年1月 - 3月、テレビ埼玉）
- コロッケ千夜一夜（2013年4月5日 - 2015年9月25日、BS日テレ） - アシスタント
- ニッポン・ダンディ（2013年10月3日 - 2014年3月30日、TOKYO MX）（木曜バーディ）
- 地・中・海ケイバモード（2014年1月 - 2015年12月29日、グリーンチャンネル） - アシスタント
- 橋本マナミの混浴温泉（2015年1月22日、3月31日、2016年1月1日、2月21日、3月31日、NOTTV、チャンネルNECOでも放送）
- ゴルカツ。〜ゴルフで人生を楽しくしよう!〜（2015年4月11日 - 2017年9月30日、関西テレビ） - MC
- 志村の時間（2015年10月14日 - 2017年3月29日、フジテレビ） - レギュラー[注 9]
- 橋本マナミの温泉女子旅（2015年11月23日 - 、メーテレ）
- LPGA女子ゴルフツアー 観戦ナビ（WOWOWプライム)
  - 新シーズン開幕スペシャル（2016年1月23日ほか）
  - 全米女子プロゴルフ選手権スペシャル（2016年5月21日ほか）
- 路線バスで寄り道の旅（テレビ朝日）
  - 国分寺駅→小平霊園→小金井公園→花小金井駅→吉祥寺駅→仙川駅→二子玉川駅（2016年2月7日、2018年1月21日：再編集版）
  - 護国寺→小石川→文京シビックセンター→神楽坂→千駄木（2017年2月2日、2019年1月27日：再編集版）
- 橋本マナミのヨルサンポ（2016年3月27日 - 9月25日、BSフジ）
  - 橋本マナミのヨルサンポII（2016年12月30日 - 2017年9月28日）
  - 橋本マナミのヨルサンポIII（2017年10月5日 - 2018年3月29日）
  - 橋本マナミのヨルサンポIV（2018年4月5日 - 2018年9月13日）
  - 橋本マナミのヨルサンポV（2018年10月4日 - 2019年3月14日）
  - 橋本マナミのヨルサンポVI（2019年4月4日 - 9月12日）
  - 橋本マナミのヨルサンポ忘年会～今だから言えるSP～（2019年12月26日）
  - 橋本マナミのヨルキャンプ 人妻だらけのストレス発散スペシャル！（2021年1月1日）[103]
- 橋本マナミのお背中流しましょうか?（2016年4月7日 - 6月23日、TOKYO MX2）
- 小峠漫遊記 激ウマふれあいビンゴ旅! 沖縄編（2016年4月7日 - 4月28日、テレビ東京）
- バイキング（2016年4月8日 - 2019年3月29日、フジテレビ） - 金曜パネラー[104][105]
- VS嵐（2016年4月21日、2017年1月26日、2018年7月26日、2020年5月14日、フジテレビ）
- 幸せ追求バラエティ 金曜日の聞きたい女たち（2016年4月22日、5月27日、6月3日、7月8日、フジテレビ）
- ブラマヨダービー王国（2016年5月23日 - 27日、関西テレビ）
- 真麻のドドンパッ!（2016年10月 - 2017年9月、BS日テレ） - 「橋本マナミの温泉行こッ」のコーナー担当（火曜レギュラー）
- ダート競馬の祭典！ JBC 川崎開催!!（2016年11月3日、BS JAPAN） - MC
- ザ・プレミアム「絶景にっぽん月の夜」（2016年11月12日、NHK BSプレミアム） - 案内役
- 趣味どきっ!「姫旅〜華麗なる戦国ヒロイン紀行〜」（2016年12月・2017年1月期（第5回＜細川ガラシャ＞、第7回＜千姫＞、第8回＜春日局＞、NHK Eテレ） - 旅人
- 橋本マナミの恋の課外授業（2017年1月28日、2018年4月5日、東海テレビ）
  - 共演：藤森慎吾（オリエンタルラジオ）（2017年）、小沢一敬（スピードワゴン）（2018年）
- 人生最高レストラン（2017年2月25日、2019年12月21日、TBS）
- 橋本マナミの温泉行こッ（2017年5月20日 - 10月28日、 チャンネルNECO）
- エジプト大ピラミッド 隠された王墓と財宝（2017年12月10日、TBS系） - ナレーター
- 馬好王国〜UmazuKingdom〜（2017年10月21日、2019年5月25日、他、フジテレビ）
- にじいろジーン（2017年11月6日、2018年3月19日、2018年8月11日、2018年12月15日、2019年5月25日、他、関西テレビ）
- 探偵!ナイトスクープ（2018年3月2日、12月7日、12月14日、朝日放送） - 見習い秘書
- ぶらぶらサタデー タカトシ温水の路線バスの旅（2019年1月5日＜川越＞、5月25日＜日光〜宇都宮＞、8月18日＜箱根＞、8月31日＜房総　＞、フジテレビ）
- 古舘トーキングヒストリー 〜幕末最大の謎 坂本龍馬暗殺、完全実況〜（2019年1月6日、テレビ朝日） - お龍 役[106]
- 濱田岳アマゾン体感　暴れ怪魚と猛牛大移動（2019年1月26日、CBC） - ナレーター
- 辰巳琢郎の葡萄酒浪漫（2019年2月10、17日。3月10、17日、BSテレ東）
- パン旅。「住宅街のぜいたくパン（2）松陰神社前・下北沢編」（2019年3月6日、NHK BSプレミアム）
- 太川・蛭子のローカル鉄道寄り道の旅ぐるっと東北スペシャル（2019年3月14日、テレビ東京；2019年3月21日、BSテレ東）
- 所さん!大変ですよ 「目指すは一攫千金!? 不思議な"副業"大調査」- 宝石拾い（2019年3月14日、NHK）
- 人間の証（2019年5月21、28日、フジテレビ）
- 発見!タカトシランド（2019年5月31日、6月7日、北海道文化放送） - 札幌・北郷エリア／札幌・大通バスセンターエリア
- 勝手に観光協会THE FINAL 「かるた編」（2019年8月16日、30日、BSスカパー） - ナレーション、かるたの読み人
- 誰だって波瀾爆笑（2019年11月3日、日本テレビ）
- 趣味どきっ！ 神社めぐり 第1回・第2回（2019年12月3日・10日 、NHKEテレ）
- 真相解明!ピラミッドの正体〜鍵はツタンカーメンと太陽の船〜（2019年12月8日、毎日放送）
- ザ・ノンフィクション「社長と竜造　葛西臨海公園物語」（2019年12月22日、フジテレビ） - ナレーター
- サンドのお風呂いただきます（NHK総合）
  - 「佐賀　嬉野温泉〜武雄市編」（2020年1月22日）
  - 「佐賀　武雄温泉〜佐賀市編」（2020年1月29日）
  - 「東京　墨田区押上編」（2020年5月20日）
  - 「東京　港区芝編」（2020年6月3日）
- 幸せ!ボンビーガール（2020年2月11日、10月20日、日本テレビ） - スペシャルゲスト
- プロフェッショナル 仕事の流儀「コンプレックスを、カワイイに　ヘアメーク・イガリシノブ」（2020年7月7日、NHK総合）
- 友近・礼二の妄想トレイン（BS日テレ）[107]
  - ＃8 踊り子号乗り比べで行く伊豆半島の旅（2020年7月27日）[108]
  - ＃22・＃23 紅葉と海の京都へ、よくばり1泊2日の旅 前編・後編（2020年11月9日・16日）[109][110]
- 志村友達（2020年9月15日、22日、フジテレビ）
- あさイチ（2021年2月8日、NHK総合） - 「シェア旅　冬の山形を満喫!」
- 朝だ!生です旅サラダ（2022年1月22日、朝日放送テレビ）ゲスト
- 突破ファイル（2023年3月30日、日本テレビ）- 突破税関のCA役
- 徹子の部屋（2023年5月19日、テレビ朝日）

### CM
- ヤマザキナビスコ「ビッツサンド」（1998年）[111]
- ポッカコーポレーション「キレートレモン」（2001年4月）
- ホーユー「メンズビゲンワンプッシュ」（2004年4月）
- キリン「チューハイ ビターズ」（2015年6月16日 - ）
- 360モバイル・セキュリティ・リミテッド「360セキュリティ」（2015年8月18日 - ）
- ベラジオコーポレーション （関西限定。2016年4月 - ）
- ジェイフロンティア株式会社「酵水素328選 生サプリメント」（2016年 - ）

### ラジオ
- REPROFILE（2017年7月2日、7月16日、ニッポン放送）
- RADIO DONUTS（2017年11月25日、J-WAVE）
- サプライズマンデー 橋本マナミのこれから何する?（2018年1月29日、TOKYO FM）
- ナイツのちゃきちゃき大放送（2019年4月13日、TBS）
- 垣花正 あなたとハッピー!（2019年6月12日、ニッポン放送）
- PG2 presents Keep On Smile（2019年9月、横浜エフエム放送） - マンスリーゲスト
- TRUME TIME AND TIDE 現在名:「ORIENT STAR TIME AND TIDE」（2023年1月7日、J-WAVE）ゲスト

### 新聞・雑誌（グラビアを除く）
- 夕刊フジ「橋本マナミに乗っかれ5」（2013年10月5日 - ／毎週土曜日）
- 週刊実話「銭湯行脚 マナミの湯」（2014年5月22日号 - ／不定期）
- スポニチ「橋本マナミ 恍惚のグルメ」（2014年10月1日 - 2019年9月4日／不定期）
- GQ JAPAN「GQ TALK」（2015年9月号 - ／隔月）

### 舞台
- 『シオンの桜』（2006年11月16日 - 19日、〈東京〉銀座みゆき館劇場） - 主演
- アロッタファジャイナ第8回公演『1999.9年の夏休み』（2007年4月6日 - 10日、吉祥寺シアター） - ナオト
- 「時計仕掛けの肖像」江古田・ストアハウス（2007年5月30日 - 6月10日、METROPOLIS PROJECT、じんのひろあき作・構成・演出）
- 『立ち呑みパラダイス』（2008年4月16日 - 23日、“創造集団”生活向上委員会、シアターグリーン）
- 『マジメに働きゃ明日はない』（2008年9月25日 - 10月1日、“創造集団”生活向上委員会、シアターグリーン） - お絹
- アロッタファジャイナ第10回公演『今日も、ふつう』（2008年12月10日 - 12月14日、新宿シアターモリエール） - ミドリ
- 青山メインランドpresents『謎解きはディナーのあとで』（2012年8月31日 - 9月9日、天王洲 銀河劇場）
- 大阪御ゑん祭『夫人マクベス』（2019年2月、芸術創造館） - ゲスト出演
- 熱海五郎一座『翔べないスペースマンと危険なシナリオ〜ギャグマゲドンmission〜』（2019年5月31日 - 6月26日、新橋演舞場）[注 10]
- マーダーミステリーシアター『殺意の代償』（2025年3月13日、品川プリンスホテル クラブeX）[112]

### 始球式
- ヤクルト - 広島（2015年9月23日、神宮球場）
- DeNA - 巨人（2016年8月26日、横浜球場）
- ヤクルト - 巨人（2019年9月6日、神宮球場）

## 書籍

### 写真集
- Bun Bun Bum（2001年10月、ワニブックス、撮影：橋本雅司）ISBN 978-4-8470-2678-2
- PEACH（2002年9月、彩文館出版、撮影：毛利充裕）ISBN 978-4916115911
- 夏、の、果、実、（2004年7月25日、音楽専科社、撮影：HashimotoMasashi）ISBN 978-4-87279-158-7
- あいのしずく（2014年6月27日、ワニブックス、撮影：中村昇）ISBN 978-4847046599
- MANAMI BY KISHIN（2014年12月3日、小学館、撮影：篠山紀信）ISBN 978-4096820971
- digi+KISHIN DVD BOOK「マナミ」（2015年7月1日、小学館、撮影：篠山紀信、音楽：平本正宏）ISBN 978-4094803174
- 接写（2015年9月30日、幻冬舎、撮影：笠井爾示）ISBN 978-4344028142
- タイムストリッパー（2016年7月1日、光文社）ISBN 978-4334871222
- 流出（2017年3月31日、ワニブックス、撮影：しらいしまさよし）ISBN 978-4847049095
- #びちょびちょ（2017年9月29日、講談社）ISBN 978-4062207898[113]
- 橋本マナミの抱きしめてinハワイ（2020年1月17日、講談社、撮影：向山裕信）ISBN 978-4065180921

### デジタル写真集
- 『magnetic G 橋本マナミ』 Vol.1〜Vol.4
- 『magnetic G 橋本マナミ complete』（Vol.1〜Vol.4の合冊版）
- 『橋本マナミ「月のさやかに」特別版』
- 『橋本マナミ「涼風のキミ」特別版』
- 『橋本マナミ「満ち潮」』
- 『橋本マナミ「カラダごと癒してください」』（デジタル週プレ写真集）（井ノ元浩二 撮影）
- 『橋本マナミ「禁断の果実」』（デジタル週プレ写真集）（小塚毅之 撮影）
- 『橋本マナミ「愛人にしたい女と呼ばれて。」特別版』
- 『橋本マナミ「吸い付きたい体」』（デジタル週プレ写真集）（熊谷貫 撮影）
- 『橋本マナミ GIRL A』
- 『橋本マナミ GIRL B』
- 『愛の記憶』Vol.1、Vol.2
- 『橋本マナミ「貴婦人のヴァカンス」』
- 『橋本マナミ「NATURAL~素肌の誘惑~」』
- 『あいのしずく』（中村昇 撮影）
- 『MANAMI by KISHIN』（篠山紀信 撮影）
- 『橋本マナミ デジタル写真集 Best （ラビリンス）』
- 『若奥様マナミのナマミ』（橋本マナミ1・2）（sabra net e-Book）（合冊版あり）
- 『続・若奥様マナミのナマミ』（橋本マナミ3・4）（sabra net e-Book）（合冊版あり）
- 『禁じられたアソビ』（橋本マナミ5〜8）（sabra net e-Book）（合冊版あり）
- 『禁じられたアソビ2』（橋本マナミ9・10）（sabra net e-Book）（合冊版あり）
- 『橋本マナミ「イメチェン」』（デジタル週プレ写真集）（細野晋司 撮影）
- 『橋本マナミ「本能のままに……」』（デジタル週プレ写真集）（アンディ・チャオ 撮影）
- 『愛人倶楽部』（橋本マナミ11〜14）（sabra net e-Book）（合冊版あり）
- 『接写』（笠井爾示 撮影）
- 『橋本マナミ「疑似恋愛 彼女の部屋で……。」』（デジタル週プレ写真集）（桑島智輝  撮影）
- 『橋本マナミ OTHER SIDE 癒しくパタヤ』
- 『橋本マナミ　官能旅行』（FLASHデジタル写真集）（熊谷貫 撮影）
- 『橋本マナミ「Paparazzi」』（デジタル週プレ写真集）（Tommy 撮影）
- 『橋本マナミ　あの日のクラクション』（西田幸樹 撮影）

橋本愛実名義
- 『極上☆グラビアガールズ 橋本愛実-誘惑するオンナ-』
- 『橋本愛実 Lovely Berry』（宮澤正明 撮影）
- 『橋本愛実 REAL』（宮澤正明 撮影）
- 『橋本愛実 with 池端忍』（宮澤正明 撮影）
- 『池端忍 with 橋本愛実 忍恋』（宮澤正明 撮影）